# Drumrack

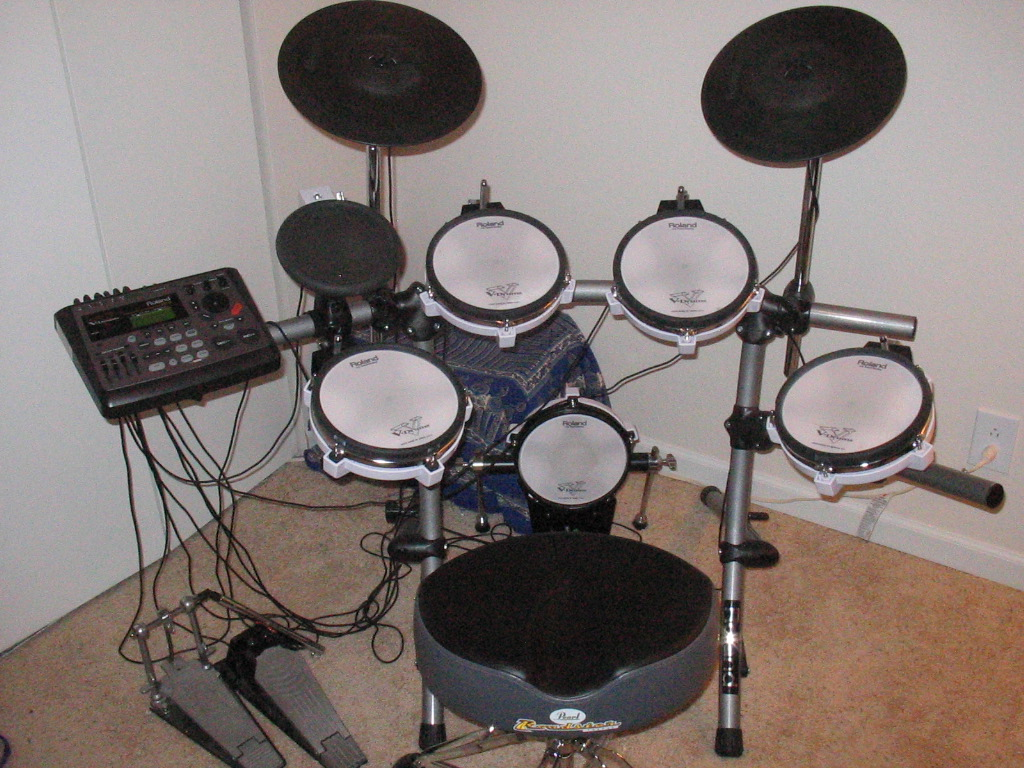
Elektronisches Schlagzeug mit Drumrack

Unter einem Drumrack versteht man ein Gerüst aus Metall, welches bei einem Schlagzeug Verwendung findet.
Es wird meistens dann eingesetzt, wenn die Trommelkessel über keine Bohrungen verfügen, oder bei größeren Schlagzeugen. Bei größeren Drumsets hat dies den Vorteil der Vermeidung unnötigen Ständermaterials, weil sämtliche Trommeln, Becken oder andere Teile an dem Rack, mittels daran befestigter Tomhalterungen und Beckenhaltearme, angebracht werden können. Einerseits ergeben sich Vorteile beim Platzbedarf, andererseits auch beim Transport (u. a. Gewicht). Zudem werden die Positionen der Schlagzeugteile an einem Rack fixiert, was ebenfalls den Auf- und Abbau erleichtert. Drumracks finden häufig auch ihren Einsatz bei elektronischen Schlagzeugen.